# Adriana Martino
Adriana Martino (Caserta, 26 luglio 1931) è un soprano, cantante e regista teatrale italiana.

## Biografia
Sorella maggiore della cantante Miranda Martino, ha studiato all'Accademia Nazionale di Santa Cecilia e all'Accademia Musicale Chigiana, ed ha esordito professionalmente come soprano nel 1956, interpretando Musetta nella Boheme di Giacomo Puccini.
Al fianco dell'attività operistica, in cui tra l'altro ha lavorato più volte con Herbert von Karajan,  ha registrato canzoni folk e tradizionali, e negli anni '70 si è fatta notare come interprete di canzoni politiche.
Sposata con il compositore Benedetto Ghiglia, con cui ha fondato la compagnia teatrale "Teatro-Canzone", è stata anche attiva come regista teatrale, maggiormente nota per lo spettacolo "Nostro fratello donna".  Ha insegnato canto all'Accademia nazionale d'arte drammatica.

## Discografia parziale

### Album
- 1958 - Antologia della canzone napoletana (Columbia)
- 1971 - Donna... Amore... Dolore (con Miranda Martino) (RCA Italiana)
- 1972 - Cosa posso io dirti (Fonit Cetra)
- 1974 - Conosci il paese dove fioriscono i cannoni? (CBS)
- 1976 - Adriana Martino canta Brecht e Eisler (I Dischi dello Zodiaco)